# عملية (أعمال)

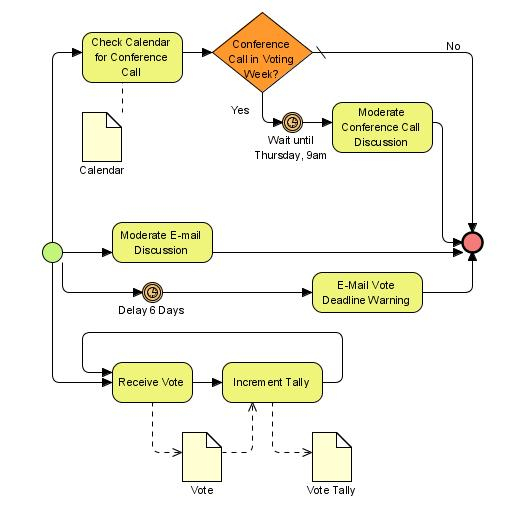

العملية في قطاع الأعمال، أي المعاملات التجارية، هي مجموعة من النشاطات أو المهام المرتبة والمترابطة التي تنتج خدمة معينة أو منتجا معين (تخدم هدفاً معين) لزبون أو زبائن معيينين. غالبا ما يمكن تمثيلها على شكل خارطة الانسياب كمتسلسلة من النشاطات المتداخلة مع بعضها من خلال نقاط قرار أو على شكل مصفوفة عمليات كمتسلسلة من النشاطات مع عدد من القواعد المبنية على بيانات تلك العملية.
تتضمن فوائد استخدام عملية الأعمال تحسين رضا العملاء وتحسين سهولة التغيير من أجل التفاعل مع التغيرات السريعة في السوق. تكسر المنظمات الموجهة من خلال العملية حواجز الأقسام الهيكلية وتحاول تجنب الصوامع الوظيفية.

## نظرة عامة
تبدأ عملية الأعمال بهدف مهمة ما (حدث خارجي) وتنتهي بتحقيق هدف الأعمال المتمثل بالحصول على نتيجة تمنح القيمة للعميل. إضافة إلى ذلك، يمكن تقسيم عملية ما إلى عمليات فرعية (تحليل العملية)، والتي هي الوظائف الداخلية المحددة للعملية. يمكن أن يكون لعملية الأعمال مالك، وهو طرف مسؤول عن التأكد من سير العملية بسلاسة من البداية إلى النهاية. عمومًا، يمكن تنظيم عمليات الأعمال في ثلاثة أنواع وفقًا لفون روسينغ وآخرون:
1. الأعمال التنفيذية، وتشكل نشاط الشركة وتولد تدفق القيمة الأولي، مثل أخذ الطلبات من العميل، وفتح حساب، وتصنيع مكون ما.
2. عمليات الإدارة، هي العمليات التي تشرف على العمليات التنفيذية، بما فيها حوكمة الشركات، ومراقبة الميزانية ومراقبة الموظفين.
3. عمليات مساعدة، وهي العمليات التي تدعم العمليات التنفيذية الأساسية كالمحاسبة والتوظيف ومركز الاتصال، والدعم الفني والتدريب على السلامة.

يوجد مقاربة مختلفة قليلًا لهذه الأنواع الثلاثة قدمها كيرشمير:
1. العمليات التنفيذية، التي تركز على تنفيذ المهام التنفيذية لكيان ما بشكل مناسب؛ هنا «يكمل الموظفون إجراء الأمور».
2. العمليات الإدارية، التي تضمن تنفيذ العمليات التنفيذية بشكل مناسب؛ وفيها «يتأكد الإداريون من كفاءة وفعالية العمليات».
3. عمليات الحوكمة، التي تضمن أن الكيان يعمل بمطاوعة كاملة وفقًا للقواعد القانونية والمبادئ التوجيهية اللازمة، وتوقعات المساهمين؛ وهنا يضمن المنفذون اتباع «القواعد والمبادئ التوجيهية اللازمة لنجاح الأعمال».

يمكن تحليل عملية أعمال معقدة إلى عدة عمليات فرعية، يكون لديها سماتها الخاصة لكنها تشارك في تحقيق الهدف الإجمالي من الأعمال. يتضمن تحليل عملية الأعمال عادةً رسم خريطة العمليات والعمليات الفرعية أو نمذجتها وصولًا إلى مستوى النشاط/المهمة. يمكن نمذجة العمليات عن طريق عدد كبير من الأساليب والتقنيات. على سبيل المثال، ترميز نمذجة عمليات الأعمال هو تقنية لنمذجة عمليات الأعمال يمكن استخدامها من أجل رسم عمليات الأعمال في تدفق عمل مرئي. بينما يمكن أن يكون تحليل العمليات إلى أنواع العمليات وفئاتها مفيدًا، فإنه يجب توخي الحذر عن القيام بذلك إذ يمكن أن يكون هناك عبور. في نهاية المطاف فإن جميع العمليات هي جزء من نتيجة موحدة إلى حد كبير، ومن «إنشاء قيمة العميل». يُسهل تحقيق هذا الهدف من خلال إدارة عمليات الأعمال، التي تهدف إلى تحليل وتحسين وإصدار عمليات الأعمال.

## نبذة تاريخية

### آدم سميث
قُدّم وصف أولي (1776) للعمليات من قبل الخبير الاقتصادي آدم سميث في مثاله الشهير عن مصنع المسامير. وصف سميث عملية إنتاج المسمار، متأثرًا بمقال في موسوعة ديديروت، على الشكل التالي:
«يسحب رجل السلك؛ ويجعله رجل آخر مستقيمًا؛ ثم يقصّه رجل ثالث؛ ثم يسنّه رجل رابع؛ ويصقله خامس من الأعلى ليصبح جاهزًا لوضع الرأس؛ لصنع الرأس يتطلب الأمر عمليتين أو ثلاث عمليات مختلفة؛ ووضعه بمكانه هو عملية غريبة؛ تبييض المسامير وهو عملية أخرى.. ويُقسم العمل المهم المتمثل في صنع المسمار، بهذه الطريقة، إلى نحو ثمانية عشر عملية مختلفة، والتي تُنفذ في بعض المصانع من قبل أيادي مختلفة، مع أنه في بعض المصانع الأخرى يُنفذ الرجل نفسه أحيانًا عمليتين أو ثلاثة منها».
وضح سميث أيضًا في البداية كيف يمكن زيادة الإنتاجية من خلال استخدام تقسيم العمل. سابقًا، في مجتمع تهيمن فيه السلع اليدوية على الإنتاج، كان من الممكن أن ينفذ رجل واحد جميع النشاطات المطلوبة خلال عملية الإنتاج، بينما وصف سميث كيف كان العمل مقسمًا إلى مجموعة من المهام البسيطة، ينفذها عاملون متخصصون. أدى تقسيم العمل في المثال الذي تحدث عنه سميث إلى زيادة الإنتاجية بنسبة 24000 بالمئة (هكذا وردت)، أي أن العدد نفسه من العمال صنعوا 240 ضعف من عدد المسامير التي كانوا نفسهم ينتجونها قبل تقسيم الأعمال. من الجدير بالذكر أن سميث لم يؤيد فكرة تقسيم العمل تحت أي ثمن. حُدد المستوى المناسب من تقسيم المهام من خلال التصميم التجريبي لعملية الإنتاج. على النقيض من وجهة نظر سميث التي كانت مقتصرة على المجال الوظيفي نفسه وتضمنت النشاطات التي هي في تسلسل مباشر في عملية التصنيع، يتضمن مفهوم العملية اليوم الوظائف التبادلية باعتبارها خاصية مهمة. من خلال اتباع أفكاره، اعتُمد تقسيم العمل بشكل واسع، بينما لم يُعتبر تكامل المهام في عملية وظيفية ووظيفية تبادلية خيارًا بديلًا حتى وقت متأخر.

### فريدريك وينسلو تايلور
أثر المهندس الأمريكي، فريدريك وينسلو تايلور، في نوعية العمليات الصناعية وحسّنها في بدايات القرن العشرين. ركزت مبادئه في الإدارة العلمية على توحيد العمليات والتدريب المنهجي وتحديد وظائف الإدارة والموظفين بوضوح. اعتُمدت أساليبه بشكل واسع في الولايات المتحدة وروسيا وأجزاء من أوروبا، وأدت إلى المزيد من التطورات مثل «دراسة الزمن والحركة»، وتقنيات تحسين المهام البصرية مثل مخططات غانت.

### بيتر دراكر
في الجزء الأخير من القرن العشرين، ركز خبير الإدارة غورو بيتر دراكر في الكثير من أعماله على تبسيط العمليات ولامركزيتها، مما قاد إلى مفهوم الاستعانة بمصادر خارجية. صاغ أيضًا مفهوم «عامل المعرفة- باعتباره مختلفًا عن العمال اليدويين- وكيف ستصبح إدارة المعرفة جزءًا من عمليات الكيان.